# Товарковский район
Товарковский район — административно-территориальная единица в составе Тульской губернии, Московской области и Тульской области РСФСР, существовавшая в 1924—1927 и 1932—1959 годах. Административный центр — Товарковский, в 1936—1944 — Богородицк.

## 1924—1927 годы
Товарковский район был образован 13 мая 1924 года в составе Богородицкого уезда Тульской губернии.
В 1926 году все уезды Тульской губернии были упразднены и Товарковский район перешёл в прямое подчинение Тульской губернии. В это время уезд включал 12 сельсоветов, 41 селение, 6522 двора и 36 203 жителя.
11 июля 1927 года Товарковский район был упразднён.

## 1932—1959 годы
10 декабря 1932 года Товарковский район был восстановлен в составе Московской области, путём выделения из Богородицкого района. Его центром стал рабочий посёлок при Товарковском руднике (по другим данным — рабочий посёлок Каганович). В состав района вошли р.п. Каганович, сельсоветы Кузовский, Левинский, Ломовский, Октябрьский, Павловский, Папоротский, Товарковский и Шахтёрский.
25 декабря 1933 года из Богородицкого района в Товарковский были переданы Алексеево-Каменский и Суходольский с/с.
4 августа 1934 года были образованы Красноармейский и Первомайский с/с.
20 апреля 1935 года из Епифанского района в Товарковский был передан Ильинский с/с.
20 марта 1936 года к Товарковскому району была присоединена часть Узловского района — город Богородицк и сельсоветы Балаховский, Вязовский, Иевлевский, Кобылинский, Новопокровский. При этом центр Товарковского района был перенесён в город Богородицк.
26 сентября 1937 года Товарковский район был включён в состав Тульской области.
Интереснейшим источником по истории Товарковского района в годы войны является личный дневник секретаря райкома партии Василия Ребрикова, сохранившаяся часть дневника охватывает октябрь и ноябрь 1941 года. Районный центр - город Богородицк был в оккупации с 15 ноября по 15 декабря 1941 года. За это время  гитлеровцы казнили 32 человека и разрушили при отступлении 65 % домов. Город освобождён силами 324-й стрелковой и 41-й кавалерийской дивизий 10-й армии.
16 февраля 1944 года из состава Товарковского районы был выделен Богородицкий район. Центр Товарковского района был возвращён в посёлок при Товарковском руднике.
24 сентября 1957 года центр района был переименован в Товарковский.
12 мая 1959 года Товарковский район был упразднён. При этом его территория передана в Богородицкий район.